# Xenu
Pour les articles homonymes, voir Xenu (homonymie).

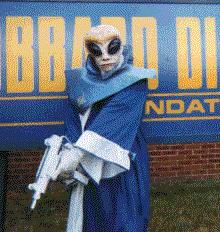
Un détracteur de la scientologie déguisé en Xenu.

Xenu (ou Xemu) serait, d'après l'écrivain de science-fiction et fondateur de la scientologie L. Ron Hubbard, le dictateur d'une « Fédération galactique » qui, il y a 75 millions d'années, aurait apporté, avec l'aide de psychiatres extraterrestres, 13 500 milliards d'extraterrestres sur Terre dans des vaisseaux spatiaux ressemblant à des Douglas DC-8, les aurait jetés dans des volcans et les aurait fait exploser avec des bombes à hydrogène. Selon cette thèse, telle qu'elle existerait plus ou moins secrètement en scientologie, l'essence de ces extraterrestres serait restée sur Terre et serait agglomérée autour des êtres humains comme des engrammes, leur causant des problèmes spirituels. Cette histoire est fréquemment utilisée par les détracteurs de la scientologie dans le but de démontrer l'inanité des fondements de leurs pratiques.
L'existence de la thèse Xenu est tenue secrète aux scientologues tant qu'ils n'ont pas atteint le niveau III (Operating Thetan III (en)),.

## L'histoire de Xenu
L'histoire de Xenu a été décrite de manière plus détaillée dans Révolte dans les Étoiles (Revolt in the Stars), le script d'un film jamais tourné écrit par L. Ron Hubbard à la fin des années 1970. 
Certains scientologues, à la suite de Ron Hubbard, croient qu'il y a 75 millions d'années, Xenu était le dictateur d'une Confédération Galactique constituée de 26 étoiles et 76 planètes, dont la Terre, alors appelée Teegeeack. Les planètes étaient surpeuplées, chacune ayant une population moyenne de 178 milliards d'individus. La civilisation de la Confédération Galactique était comparable à la nôtre, des extraterrestres s'y promenant « avec des habits qui ressemblaient étonnamment aux habits qu'ils portent maintenant », utilisant des automobiles, trains et des bateaux ayant exactement la même apparence que ceux des années 1950, 1960 sur Terre.

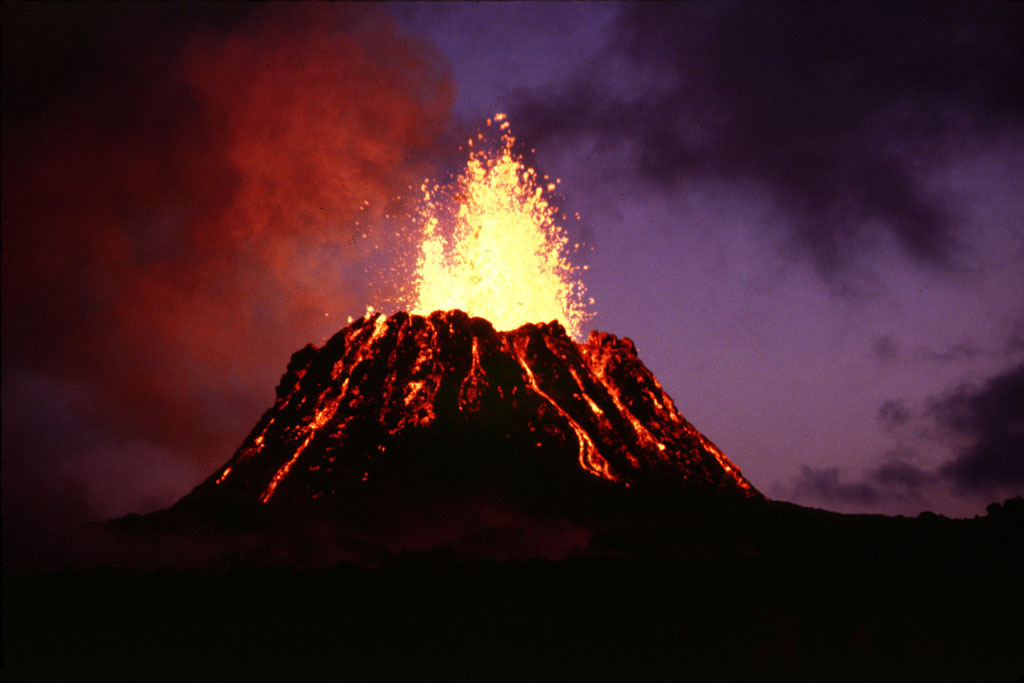
Image d'un volcan similaire à celui utilisé en couverture du livre sur la Dianétique, évocateur de l'histoire de Xenu.

Xenu, sur le point de perdre le pouvoir, décida d'éliminer l'excès de population. Avec l'aide de « renégats », il vainquit la population et les « Officiers Loyaux », une force du bien qui s'opposait à Xenu. Ensuite, à l'aide de psychiatres, il appela des millions de ses citoyens, les paralysa avec des injections d'alcool et de glycol, sous le prétexte qu'ils étaient appelés pour des inspections de « l'impôt sur les revenus ». La population kidnappée fut chargée dans des vaisseaux spatiaux pour être transportée vers le site d'extermination, la planète Teegeeack (Terre). Les vaisseaux spatiaux étaient identiques aux Douglas DC-8, à l'exception des moteurs.
Lorsqu'ils arrivèrent sur Teegeeack/Terre, les citoyens paralysés furent jetés dans des volcans partout sur la planète. Des bombes à hydrogène furent ensuite déposées dans les volcans et explosèrent. Seuls les corps physiques de quelques extraterrestres survécurent. 

« Simultanément, les charges explosèrent. Les explosions s'élevèrent des cratères des Loa, Vésuve, Shasta, Washington, Fukiyama, Etna et beaucoup, beaucoup d'autres. Des nuages en forme de champignon s'élevèrent, parcourus de flashs de flammes, de déchets et de fission. De grands vents parcoururent tumultueusement la surface de la Terre, répandant la destruction. Plein de débris et d'un jaune malade, les nuages atomiques suivaient de près les vents. Leurs bords en forme d'arc avançaient inexorablement sur les forêts, les villes, les humains, ils apportaient la mort et les radiations. Un gratte-ciel, haut et droit comme une flèche, se plia pour former un point d'interrogation, avant de s'abattre sur la ville pleine de hurlements... »

— L. Ron Hubbard, Révolte dans les Étoiles
Les âmes sans corps des victimes, qu'Hubbard appelait thetans, furent projetées par l'explosion et capturées par les forces de Xenu à l'aide d'un « ruban électronique » puis  aspirées dans des « zones de vide » autour du monde. Les centaines de millions de thetans ainsi capturés furent emmenés dans une sorte de cinéma où on les contraint à regarder une « colossale image tridimensionnelle animée » pendant trente-six jours. Cela implanta ce qu'Hubbard appelle « diverses données trompeuses » (appelées collectivement implant R6) dans la mémoire des thetans. Ces données « avaient quelque chose à voir avec Dieu, les démons, les space opera, etc. » et les croyances de toutes les religions du monde. Hubbard attribuait par exemple l'image de la Crucifixion du Christ à cet implant de Xenu ainsi que les décorations intérieures de « tous les théâtres modernes ». 
Les deux « stations d'implants » citées par Hubbard seraient localisées sur Hawaï et Las Palmas de Grande Canarie.
En plus d'implanter de nouvelles croyances dans les thetans, les images les privèrent d'une identité personnelle. Quand les thetans quittèrent les cinémas, ils commencèrent à se rassembler en groupes de quelques milliers, car ils avaient perdu la capacité de se distinguer les uns des autres. Chaque groupe de thetans est donc rassemblé dans l'un des quelques corps restants qui survécurent à l'explosion. Ils devinrent ce que l'on connaît en tant que « corps thetan », qui s'accrocheraient à tout le monde… sauf aux scientologues ayant suivi les étapes nécessaires pour s'en débarrasser.
Les Officiers Loyaux réussirent finalement à vaincre Xenu et à l'enfermer dans une montagne, où il est emprisonné pour l'éternité par un champ de force alimenté par une pile éternelle. Certains pensent que Xenu se trouve sur Terre, dans les Pyrénées, mais Hubbard ne parle que « d'une des planètes » (de la Confédération Galactique). Il dit toutefois que les Pyrénées sont le site de la dernière « station de rapport martienne » en activité. Teegeeack / la Terre a été complètement abandonnée par la Confédération Galactique et est maintenant une « planète prison », bien qu'elle ait été souvent visitée par des « forces d'invasions » extraterrestres depuis cette époque.

### Les volcans de Xenu
Hubbard cite certains des volcans dans lesquels le génocide perpétré par Xenu se serait déroulé, en plus de la position des deux stations d'implants (sur Hawaï et Las Palmas de Grande Canarie). Dans Révolte dans les Étoiles, le nom des volcans est légèrement différent de ceux enseignés aux scientologues atteignant le niveau OT III. Par exemple, le Mont Etna et le Vésuve sont cités dans le script, mais pas dans l'OT III. Les volcans que Xenu aurait fait exploser seraient :
- le Mont Washington ;
- le Mont Rainier ;
- le Mont Hood ;
- le Mont Shasta ;
- le Mont San Giorno ;
- divers volcans canadiens ;
- divers volcans de la Cordillère des Andes ;
- Tanger, au Maroc ;
- le Mont Saint Helens ;
- le Kilimandjaro ;
- Las Palmas de Grande Canarie ;
- divers volcans au Japon ;
- le Krakatoa ;
- divers volcans aux Philippines, dans l'Himalaya, sur Hawaï.

Il est notable que bon nombre de ces volcans n'existaient pas il y a 75 millions d'années. Les îles Hawaïï, les Canaries, la Chaîne des Cascades, entre autres, sont beaucoup plus récentes.

## Place dans la scientologie
L'un des objectifs des scientologues consisterait à se débarrasser de ces âmes qui seraient supposées vivre à l'intérieur d'eux et responsables d'Engrammes ou de « comportements aberrants ». 
Initialement dévoilé au public par le Los Angeles Times, le « mythe de Xenu », qui aurait été révélé à Ron Hubbard, n'est révélé aux adhérents qu'à partir du niveau avancé dit OT III.
Son existence n'est pas cautionnée par tous les scientologues, mais des actions en justice auraient été menées par l'Église de scientologie contre des gens qui ont diffusé sur internet des documents sous copyright leur appartenant dans lesquels l'histoire de Xenu serait racontée.

## Controverse
En septembre 2007, d'après un magazine people, Tom Cruise, adepte de la scientologie, se serait fait construire un bunker de 10 millions de dollars pour se protéger contre une éventuelle attaque extra-terrestre de la Terre menée par Xenu. L'information a été démentie par ses proches.